# 飛來峰 (地質學)

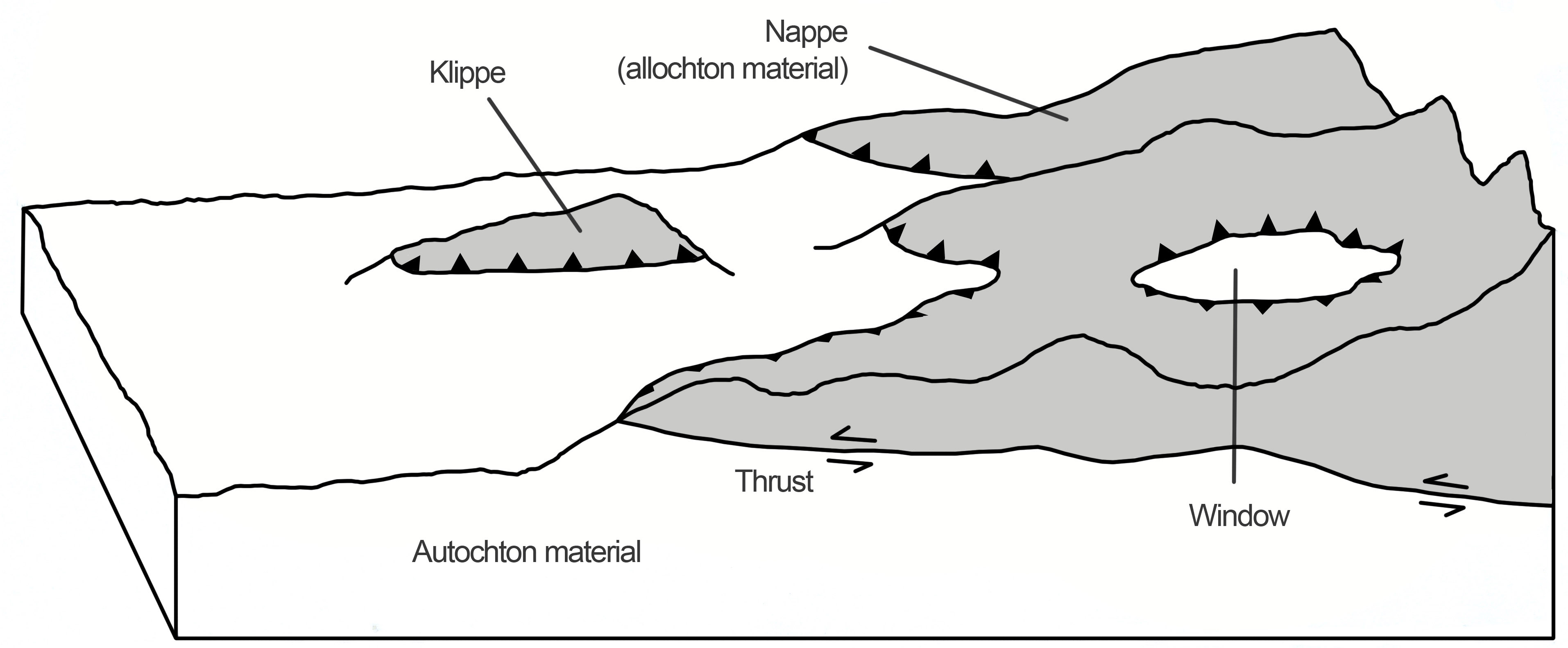
逆冲断层系统简图。阴影区为推覆体。侵蚀孔被称作构造窗。飞来峰是覆盖在原有基岩上因侵蚀而独立出现的推覆体岩块。

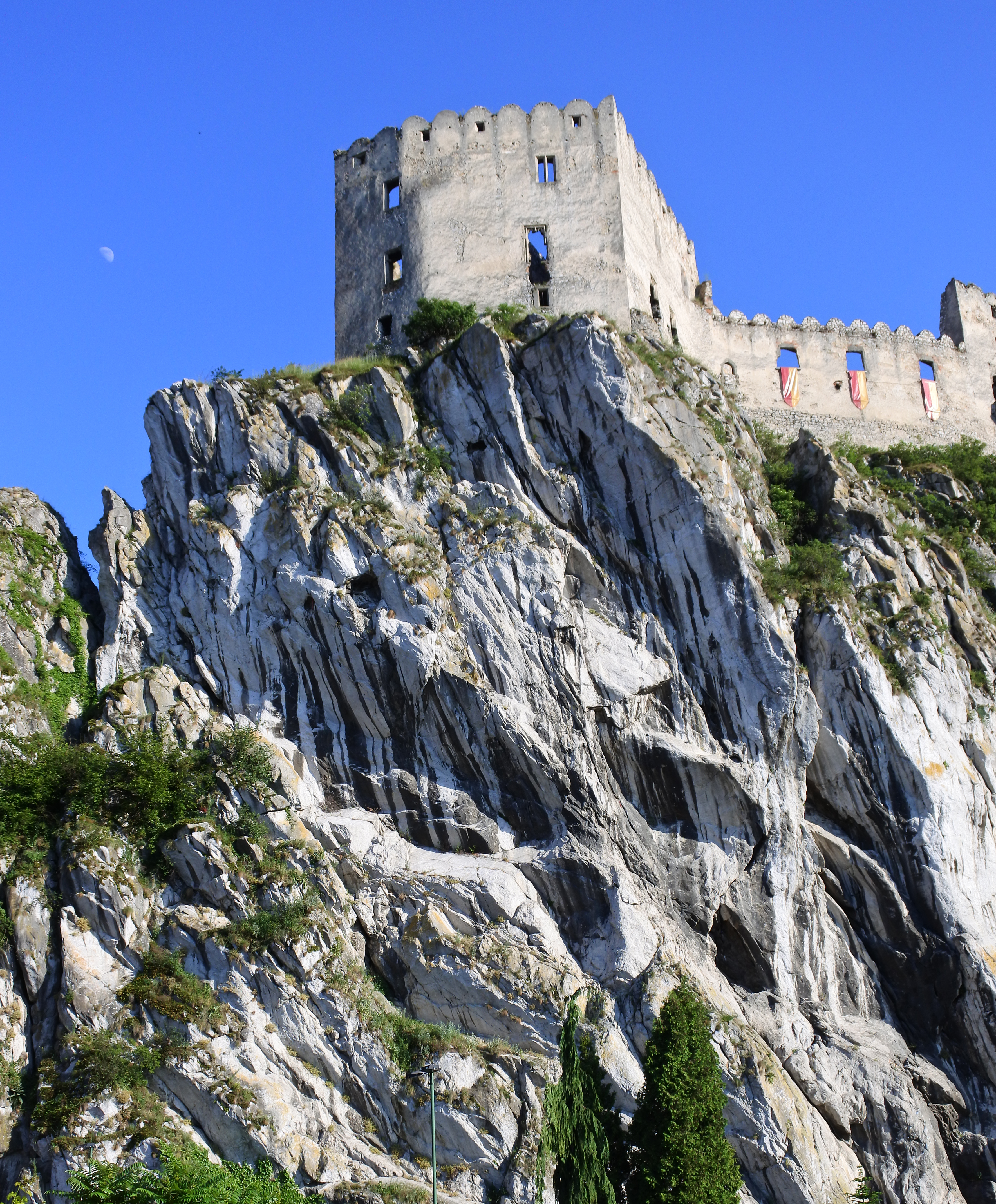
斯洛伐克贝茨科夫堡，坐落于石灰岩飞来峰上

飞来峰（英语Klippe，来自德语表示悬崖或峭壁的单词）指逆断层地块的一种地质学特征。飞来峰是遭受侵蚀作用后，与主体部分不再互相连接的推覆体岩块。该过程产生的外来分离无主题，常与附近的主要岩层水平地分置于下方基岩之上。飞来峰的例子有：
- 美国蒙大拿州船长山
- 加拿大阿尔伯塔省约翰·劳里山
- 直布罗陀巨岩

瑞士阿尔卑斯山麓丘陵及苏格兰西北萨瑟兰郡阿西特一些孤立山体可能也有飞来峰构造。